# Tianwang (köpinghuvudort i Kina, Shaanxi, lat 34,30, long 107,47)
Tianwang är en köpinghuvudort i Kina. Den ligger i provinsen Shaanxi, i den nordvästra delen av landet, omkring 130 kilometer väster om provinshuvudstaden Xi'an. Antalet invånare är 31 365. Befolkningen består av 14 949 kvinnor och 16 416 män. Barn under 15 år utgör 13,0 %, vuxna 15-64 år 78 %, och äldre över 65 år 7,0 %.
Runt Tianwang är det ganska tätbefolkat, med 72 invånare per kvadratkilometer. Närmaste större samhälle är Guozhen, 12,4 km nordväst om Tianwang. Trakten runt Tianwang består till största delen av jordbruksmark.
Genomsnittlig årsnederbörd är 730 millimeter. Den regnigaste månaden är september, med i genomsnitt 159 mm nederbörd, och den torraste är december, med 2 mm nederbörd.